# Curtiss Maldoon
Curtiss Maldoon fue un dúo británico de música folk y rock formado a finales de la década de 1960 por Dave Curtiss y Clive Maldoon.

## Historia
El dúo publicó su primer álbum en 1971 a través de la discográfica Purple Records, establecida por la agrupación Deep Purple. En la grabación del disco participaron destacados músicos como Steve Howe y Tony Ashton, y contiene la canción "Sepheryn", transformada años más tarde en el éxito mundial "Ray of Light" por Madonna. Para la publicación del segundo disco, Dave Curtiss exigió que se eliminara su nombre de los créditos, dando como resultado el disco Maldoon.

## Discografía

### Álbumes
Como Curtiss Maldoon
- Curtiss Maldoon (1971), Purple Records[1]

Como Maldoon
- Maldoon (1973), Purple Records[1]

### Sencillos
- "You Make Me Happy" / "Amber Man" (1971), Regal Zonophone[1]